# キックスターター

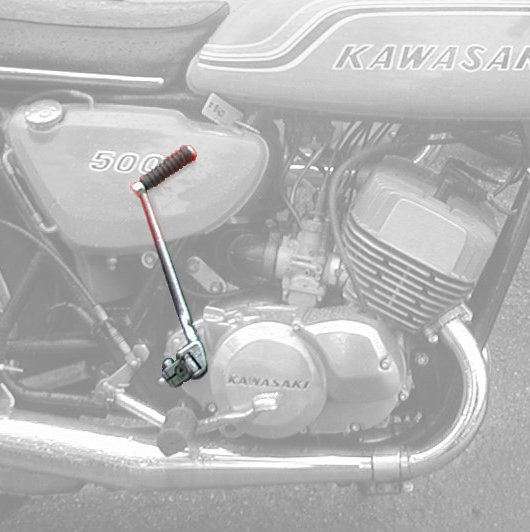
キックスターターレバーの例
カワサキ・500SS

キックスターター (英: kickstarter, kick starter) は、運転者が脚の力を使ってエンジンを始動するための装置である。単にキックと呼ばれることもある。キックスターターでエンジンを始動させることはキックスタートと呼ばれる場合がある。主にオートバイ用エンジンに採用されるが、全地形対応車やスノーモービルでも採用例が見られる。

## 概要
キックスターターは、エンジンに取り付けられた「キックペダル」や「キックレバー」と呼ばれる足踏み式のレバーを踏みおろすことでエンジンを始動させる、人力のエンジン始動装置である。人力による始動という意味では自動車におけるクランク棒と同じだが、クランク棒は着脱式がほとんどで、その操作を手で行なうのに対し、キックペダルは据え付け式がほとんどで、その操作を足で行なう。
キックペダルは軸に固定され、ペダルの操作による軸の回転が歯車（ギア）などを介してエンジンの出力軸を回転させてエンジンの始動を促す仕組みである。一回の踏み下ろし操作でエンジンの出力軸が数回転するようにギアによって増速されている一方、運転者の脚力だけでも十分なトルクを得られるようにペダルのレバー部は長く作られている。
かつては、キックスターターがトランスミッションのメインシャフトに接続される方式が用いられていたが、現在ではプライマリードリブンギアに接続されるプライマリーキックスターター(英: primary kickstarter)が主流である。旧来の方式ではトランスミッションをニュートラルにしてクラッチを接続した状態でなければ、キック操作によって駆動輪が回転してしまうため始動ができなかった。プライマリーキックスターターにより、クラッチを切ればトランスミッションのシフト位置に関わらず始動が可能となった。日本車としてはヤマハ・YA-1が初めてプライマリーキックスターターを採用した。プライマリーキックスターターに対して、旧来の方式はセカンダリーキックスターター(英: secondary kickstarter)と呼ばれる場合もある。

### 利点と欠点
作動に電力が必要なスターターモーターとは異なり、人力のみで始動操作を行なうことができる。このため、点火プラグへの給電をバッテリーに頼らない方式を採用するエンジンであれば、バッテリーを搭載しないことも可能であり、バッテリーを用いる点火方式でも、キックスターターのみを装備してバッテリーの容量（重量）を必要最小限にすることが可能である。また、スターターモーターとキックスターターの両方を装備していれば、万一スターターモーターが作動しない場合の予備として、キックスターターを使うことができる。
キックスターターは、スターターモーターのように一回の始動操作でクランクシャフトを連続して回し続けることが構造上不可能なので、その始動性はやや劣る。ただしキャブレター等の燃料供給装置の調整が適正で、エンジンにも問題がなく、慣れた者が始動操作を行なえば、充分に容易な場合がほとんどである。
キックスターターでの始動操作（後述）のうち、キックペダルを一気に下まで踏みおろす際に、勢いが不足してペダルが途中の位置で止まると、ピストンが圧縮上死点を越えられず、それまでの圧縮力が逆作用してクランクシャフトが逆転し、その力でキックペダルが勢いよく跳ね上がる現象が起こる。これは、俗に「ケッチン」「キックバック(Kick-back)」などと呼ばれ、圧縮比が高いエンジンや、気筒あたりの排気量が比較的大きいエンジンで起こりやすい。ケッチンが発生するとキックスターターとクランクシャフトのギアの噛み合いが外れないまま一気にクランクが逆転する為、跳ね上げられたキックペダルでスネなどを強打して、最悪の場合は骨折や脱臼、腱断裂など の重大な傷害を引き起こしうる。ケッチンを誘発するキック踏力の不足は、デコンプ操作を怠った場合に特に発生しやすく、サンダルなどヒールが無くキックペダルから滑りやすい靴底の履物もケッチンの被害をより大きなものとしやすい。なお、ケッチンは車種によってはエンジンを停止した際に発生する場合もあり、キックスターター周辺の部品を破損する事例も報告されている。
通常、点火時期は始動時には圧縮上死点付近かそれよりもやや遅らせ気味にする(遅角させる)事が多く、陸王やハーレー・ダビッドソンのパンヘッドなど では手動で点火時期を調整できる機構が備えられたりしていたが、こうした手動進角機構の操作ミスやディストリビューターやマグネトーのガバナーの故障、あるいは整備士の点火時期の調整ミスや経年使用に伴う調整の狂いなどで、点火時期が上死点より大きく早まった(進角した)ままの状態でピストンが圧縮上死点を越え損ねると、圧縮圧力の反発に加えて点火プラグの火花によって圧縮されていた混合気に引火してしまい、瞬間的に「エンジンの逆回転」が発生することで、キックペダルの跳ね返りがさらに高速になり、ケッチンによる傷害がより深刻なものとなる場合もあった が、1970年代後半以降のオートバイ用エンジンで用いられるCDIなどの電子式点火装置は、キックの踏力が不十分でエンジン回転数がごく低回転の時には点火を行わないアンチ・キックバック機構が組み込まれることで、ケッチンの発生を可能な限り防ぐ措置が採られており、こうした危険性は大きく減じられている。
なお、1970年代前半までの日本製オートバイで、ケッチンの危険性が非常に大きい車種として認識されていたものは、ヤマハ・RT-1(ヤマハ・DT-1の360cc版)、スズキ・ハスラー400(TS400)/スズキ・TM400サイクロンなどの大排気量2ストローク単気筒エンジンや、カワサキ・Wやヤマハ・XS650などの4ストローク並列2気筒であった。前者は同時期のマグネトー点火のハーレー・アイアンヘッド・スポーツスターが抱えていた問題 と同様に、点火時期が固定式で始動時のみに遅角させる操作が不可能であったり、デコンプ機構が備わっていなかったりした事。後者はこの時期の日本車が参考としたBSAやトライアンフの例も含めると、左右のシリンダーの点火時期設定が独立した構造で完全な同調を取る事が難しかったり、左右で独立したコンタクト・ブレーカーの磨耗により更に点火時期のズレが生じていくことから、左右どちらかの点火時期が過早となりやすい事 が原因として挙げられており、構造的な対策として点火時期を遅角可能な構造に改造する、調整可能な範囲で点火時期を遅らせる、同調調整をより厳密に行う、あるいは同調のばらつきが起こりにくいフルトランジスタ方式への改造などが推奨されている。

### 一般的な操作方法
エンジンの形式に関わらず、キックスターターによるエンジンの始動操作はおおむね次の通りである。
1. 燃料コックを開けたり、必要ならティクラーやチョークを効かせるといった、事前操作を行なっておく。
2. ハーレー・ダビッドソンなど旧式の大型バイクの場合は、点火スイッチと燃料コックを切った状態で数回空キック(コールド・スタート・キック)を行う。これはオイルポンプを回してエンジンにエンジンオイルを行き渡らせ、圧縮圧力を十分得られる状態にする意味がある[11]。
3. キックペダルを軽く何度か踏み込み、単気筒エンジンの気筒、多気筒エンジンならいずれかの気筒の圧縮上死点までクランクシャフトを回しておく。上死点に近づくとキックペダルは次第に重くなり、到達した状態では軽く踏む程度ではペダルは容易には動かなくなる。
4. デコンプ機構を持つ車種の場合はその操作を行い、シリンダーの圧縮を抜く。デコンプのない車種の場合は、圧縮上死点に達して重くなったキックペダルに少しずつ足で荷重を掛けていき、圧縮が抜けるのを待つ。（重かったキックペダルが急に軽くなると、圧縮が抜けた合図である）。
5. 圧縮を抜いたらもう一度ごく軽くキックペダルを踏み、ピストンを「圧縮上死点を少し過ぎた位置」まで進める。
6. キックペダルを一度完全に上まで戻す。ハーレー・ダビッドソンなど旧式の大型バイクの場合は数度スロットルを捻り[11]、加速ポンプから燃料を噴射させる。
7. キックペダルを一気に下まで勢いよく踏みおろし、エンジンを始動させる(ウォーム・スタート・キック[11])。

以下は操作上の注意点など。
- 何度も始動に失敗して体力を浪費するのを防ぐ意味もあり、始動性を高める目的で冷間始動でなくてもチョークなどを効かせる場合も多い。ただし、温間時にチョーク弁を閉じると混合気が過濃となり、始動できない場合もある。
- 「ピストンが圧縮上死点を少し過ぎた位置」を探すのは、車種やエンジンによってその方法やコツが異なる。目視確認できるインジケータや圧縮上死点を乗り越えやすくするためのデコンプレバーが装備されるものもある。しかし、多くの場合はキックペダルが軽い踏み込みでは動かなくなる位置を少し過ぎたあたり、といった曖昧なものである。上記の「圧縮が抜ける位置」とほぼ同じなので、デコンプ機構を持たないエンジンの場合は反復練習をして体感で覚える。2ストロークエンジンは、4ストロークに比べ、相対的に圧縮比が低いことや点火回数が2倍であることから始動性が良好であり、この過程を重視しなくても良い場合がある。
- 「ケッチン」を防ぐためには、踏みおろしの際は力を込めて、一気に踏み抜く。
- 数回以内のキックで始動できなかった場合は、デコンプを操作するか、しばらく放置してシリンダー内の混合気が抜けるまで待ってから再挑戦する。混合気がシリンダー内に大量に残っていると、混合気への引火を伴った強烈なケッチンが起こりやすくなる[5]。
- キックペダルの操作はライダーの体重をかけて行なうのが普通であり、スタンドを立てた状態で操作していると、その取り付け部分に大きな負荷が掛かる。これを繰り返していると破損する場合があり、車種によっては、スタンドを立てずにキックスターターを操作することを推奨している。

## オートバイにおけるキックスターター
自動車におけるクランク棒が比較的早い時期にスターターモーターに交代したのに対し、オートバイにおけるキックスターターはそれほど急速に衰退しなかった。
まず、キックスターターはクランク棒に対して比較的安全な始動手段であった。クランク棒での始動操作は屈んだ姿勢で手を用いるため、万一クランクシャフトの逆転が起こるとクランク棒で腕、胸、頭などを強打し、最悪の場合命に関わることもあった が、キックスターターは脚での操作のため、万一逆転が起ころうと、悪くともキックペダルで脚を強打して骨折する程度で済むからである。
また、登場当初のスターターモーターやその関連部品（バッテリーなど）が大型で重かったことも理由に挙げられる。全体として小型軽量が求められるオートバイでは、大型で重い電装品は避けられる傾向があった。排気量が自動車に比べて小さいため、キックスターターでも始動性が充分に良好であり、スターターモーターは必須の装備ではなかった。やがて技術の進歩により機器類が小型軽量になり、大排気量化や高出力化などによりキックスターターでは始動が難しい車種が増えたこともあって、スターターモーターが普及していった。過渡期には、スターターモーターとキックスターターの両方が装備された車種も多く存在した。
現在でも、キックスターターのみを装備する車種も極少数ながら存在し、スターターモーターと両方を装備する車種や、オプション装備としてキックスターターの設定がある車種も存在する。
一方、キックスタートでの始動を趣味の一環として楽しむ需要も少数ながら存在し、スターターモーターを持たない旧車はもちろんのこと、レトロ風の車種ではこの点を考慮してキックスターターを採用する例がいまだに存在する。
また、不具合や故障を起こす箇所を減らし、生産コストや運用コストを下げる目的で、敢えてキックスターターのみを装備する例がある。原動機付自転車のような小排気量車種、4ストロークよりも爆発間隔が短い2ストロークエンジンを搭載する車種など、比較的始動性の良好なものにこの傾向が強い。ただし近年では、自動車排出ガス規制や騒音規制法等の環境規制の強化により、オートバイでも燃料噴射装置をはじめとした電子化が進み、2ストロークエンジンを搭載する車種もほぼ生産終了となっていることから、趣味性の高い製品を除き、次第に減少していくものとみられる。
その一方で小排気量スクーターにはキックスターターを装備する車種が多数存在し、完全に廃れる様子はない。例えば2023年10月10日現在のスズキ公式サイト車種ラインナップを確認する限り125cc以下のスクーターは全車種セルモーター/キックスターター併用式である。自動変速機（オートマチックトランスミッション）の普及で押しがけができる車種が減り、かつ、小排気量ゆえにキックスタートが容易なこともあり、スターターモーターが作動しない場合の予備として有用性が高いことが理由である。